# Jane Asher
Jane Asher (1946. április 5. –) angol színésznő, írónő. 
Gyermekszínészként tűnt fel először a televízió és a film világában. Az 1960-as évekbwn Paul McCartney menyasszonyaként vált híressé. Vállalkozóként sütemények és konyhai edények szállításával foglalkozik, emellett három bestseller regény kiadója.

## Fiatalkora és családja
Londonban született, Richard Alan John Asher és Margaret Asher három gyermeke közül a másodikként. Apja a Central Middlesex Hospital főorvosa, anyja a Guildhall School of Music and Drama professzora volt. 
A londoni Queens College-ban tanult. Testvérei közül Clare rádiós színésznő, Peter zenei producer lett.

## Pályafutása
Hatévesen gyerekszínészként tűnt fel a filmvásznon, elsőként egy filmdráma, a Mandy (1952), majd a The Quatermass Xperiment (1955) című sci-fi szereplőjeként. 1958-ban az Alice Csodaországban dramatizált változatának címszerepét játszotta. 1962-ben a Koldus és királyfi 1962-es Disney TV-s feldolgozásában volt látható. 1956-58 között az angol The Adventures of Robin Hood sorozatban játszott. Zsűritagja volt a BBC Juke Box Jury című híres zenei műsorának.
Jane Asher egyaránt játszott színházban, tévé- és mozifilmben, valamint rádiójátékokban.
Szerepelt Roger Corman a The Masque of the Red Death (1964) c. filmjében Vincent Price partnereként, az Alfie-ban Michael Caine oldalán (1966) és Jerzy Skolimowski Deep End-jében (1970).
1967-ben az USA-ban egy turnén Júlia szerepét játszotta, többek között a Los Angelesben. Vendégművészként szerepelt a brit tévé komédia-sorozataiban: The Goodies; The Stone Tape; Rumpole of the Bailey. Az A Voyage Round My Father-ban Sir Laurence Olivier volt a partnere.
1994-ben a Whatever Happened to Susan Foreman? c. tragikomédiában címszereplő volt, és szerepelt a BBC Radio 4 népszerű detektív-sorozatában is: Adventures of Sherlock Holmes (2002).
Asher kipróbálta magát a sci-fi műfajában is, a 60-as évekbeli tudományos-fantasztikus sztori, az A for Andromeda alapján készült Richard Fell adaptációban. 2008-ban egy tehetségkutató valóságshow szereplője volt a show biznisz más ismert egyéniségeivel a BBC Two-n (Maestro). 2012-ben a Charley's Aunt-ban játszott, 2013 nyarán pedig Lady Catherine de Bourgh szerepében volt látható a Pride and Prejudice –ben az Open Air Theatre, Regent's Park-ban rendezett előadásán.

### Egyéb vállalkozásai
Három bestsellert könyvet írt: The Longing, The Question és Losing It. Több mint egy tucat könyvet publikált életmód, divat és tortarecept témakörökben. Van egy cége, amely különleges alkalmakra forgalmaz kézműves munkával készült süteményeket, édességeket. Saját tervezésű konyhai edényeket is árusít a Poundland üzletekben az Egyesült Királyságban, valamint a Dealz révén Írországban. Asher részvényes a Private Eye –ban, elnöke a Arthritis Care –nek és védnöke a Scoliosis Association (UK) -nak. Elnöke National Autistic Society-nek.

## Magánélete
1963-ban meginterjúvolta a The Beatlest, ekkor kezdődött ötéves kapcsolata Paul McCartneyval: 1967-ben eljegyezték egymást. 1968 februárjában elkísérte McCartneyt Indiába, aki Maharisi Mahes jógihoz ment tanulni. 1968. július 20-án felbontotta jegyességét és minden kapcsolatot megszakított McCartneyval, miután azt hűtlenségen kapta. Ettől kezdve sosem beszélt a nyilvánosság előtt sem a zenekarral, sem volt vőlegényével való kapcsolatáról.
1971-ben találkozott Gerald Scarfe illusztrátorral, akivel 1981-ben házasságot kötött. Három gyermekük született.

## Filmjei
- Az első szó (1952)
- A Quatermass kísérlet (1955)
- The Adventures of Robin Hood (1956-1958)
- ITV Play of the Week (1961-1967)
- Az Angyal (1963-1964)
- The Brothers Karamazov (1964-1965)
- A vörös halál álarca (1964)
- Alfie - Szívtelen szívtipró (1966)
- ITV Saturday Night Theatre (1970-1972)
- BBC Play of the Month (1972-1973)
- Jackanory (1974-1981)
- Utolsó látogatás (1981)
- Meghökkentő mesék VII. (1984)
- Álomgyermek (1985)
- Wish Me Luck (1988-1990)
- Finálé (1993)
- Doktorok (2002)
- A fehér lovag (2006)
- Holby Városi Kórház (2007-2010)
- Halálos temetés (2007)
- Sarah Jane kalandjai (2007)
- A palota (2008)
- The Old Guys (2009-2010)
- Az a bizonyos első év (2013)
- Crossing Lines - Határtalanul (2015)
- Eve (2015-2016)

## Fordítás
- Jane Asher - The Beatles Wiki (angolul)
- Ez a szócikk részben vagy egészben  a   Jane Asher című angol Wikipédia-szócikk fordításán alapul.  Az eredeti cikk szerkesztőit annak laptörténete sorolja fel. Ez a jelzés csupán a megfogalmazás eredetét és a szerzői jogokat jelzi, nem szolgál a cikkben szereplő információk forrásmegjelöléseként.